# ドライエ

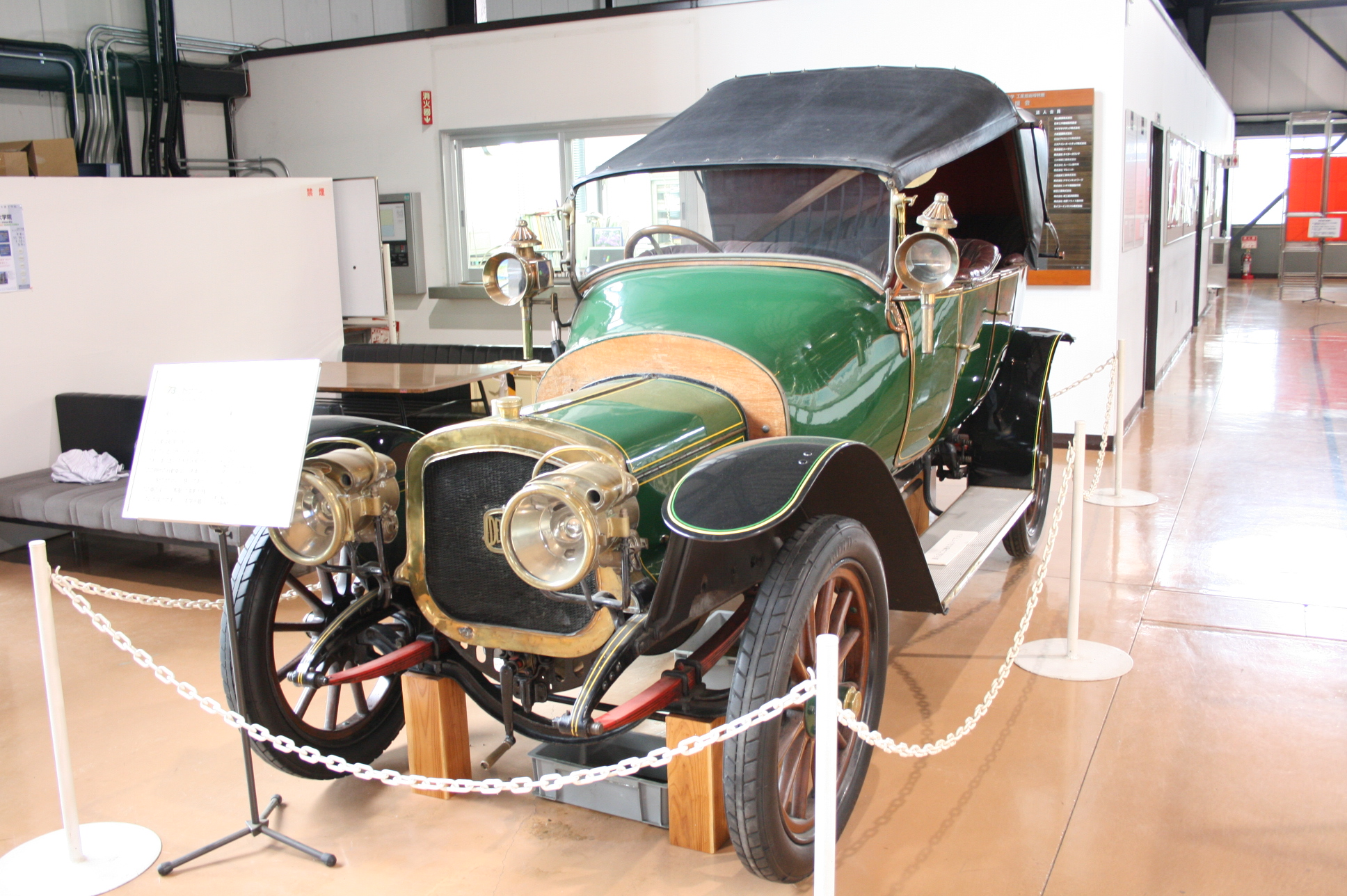
ドライエ タイプ32（1909年）

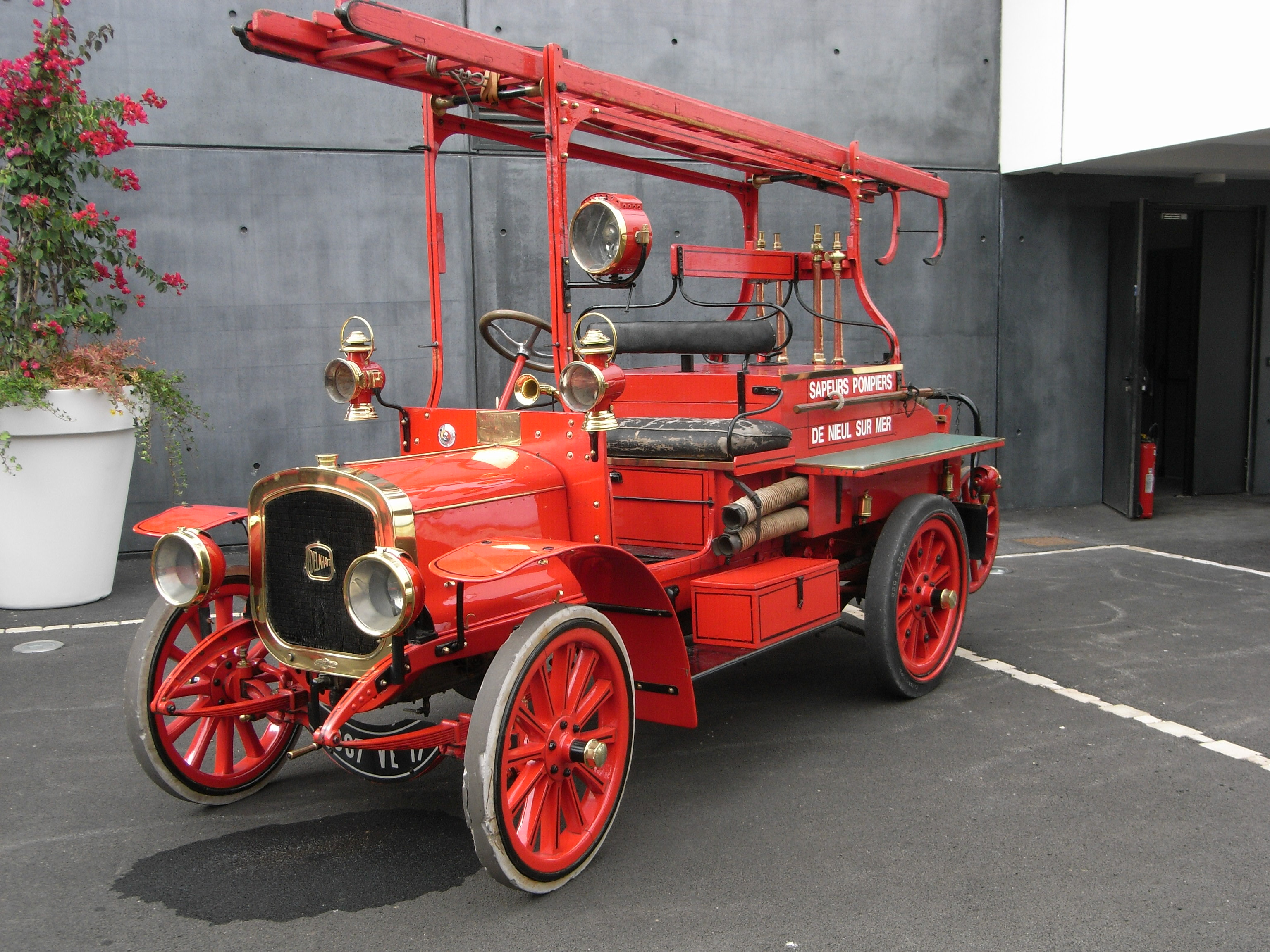
ドライエ消防車

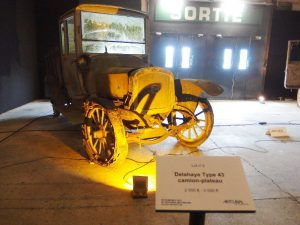
サロンレトロモービル2015で、オークションにかけられた「ドライエ/Delahaye Type 43 camion-plateau – 1911」は25032€で落札。

ドライエ（Société des Automobiles Delahaye ）は、1894年創業のフランス自動車メーカーである。
トラック主力メーカーだったがのち1930年代に高級車分野に本格進出、豪奢な高性能車を製造し、レースでの成功等で広く注目された。第二次世界大戦後の高級車需要の衰退に伴って消滅した。

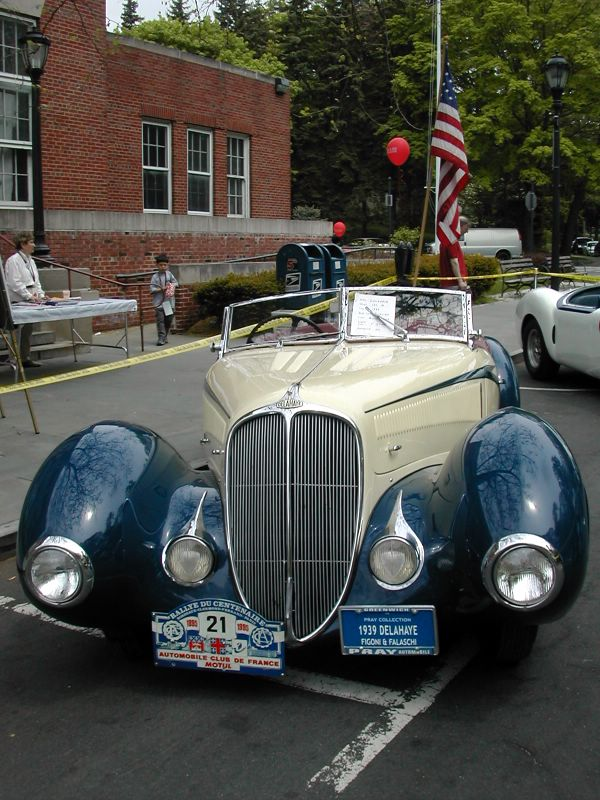
スカーズデール・コンテストでの1939年製ドライエ・ロードスター（135シリーズと推定される）、ボディはフィゴーニ・エ・ファラッシ。実用性を著しく逸脱したこの種のオーダーメイドボディは、1930年代後期のフランス製高級車で異常に流行した

## 沿革

### 創業期～発展期
エミール・ドライエ Émile Delahaye (1843-1905)はフランスのトゥールで生まれた。ブリュッセル等において技術者としての経験を積んだ後、1873年にトゥールに戻り、1879年にはジュリアン・ブレトン Julien Bréthon から 煉瓦工場の経営を引き継いだ。
ドライエは窯業に代わって蒸気機関やポンプなどの機械製作に進出し、続いて新しい動力であるガスエンジンおよびガソリンエンジンの改良にも取り組んだ。
当時、ドイツでガソリン自動車が発明され（1886年、ゴットリープ・ダイムラーとカール・ベンツがそれぞれ開発）、1890年にはフランスにおけるダイムラーエンジンの製造権を得ていたパナール・ルヴァッソールがガソリン自動車を開発、続いてプジョーもガソリン車を製作していた。ドライエはこのような情勢に影響を受け、1890年頃から自動車の開発を考えるようになる。
こうして1894年、ドライエは独自のガソリン自動車を完成させ、パリで発表した。この時代における多くの自動車の例に漏れず、単気筒・ベルトドライブのリアエンジン車である。1896年には黎明期の自動車レースであるパリ-マルセイユ・レースに参戦するなどして知名度を高めた。
エミール・ドライエと親しい人物の一人に、初期のドライエ車の（富裕な）顧客でレーシングドライバーでもあったジョルジュ・モラン Georges Morane がいた。モランの義兄レオン・デマレ Léon Desmarais はパリでの工場経営を義父ポール・モランから引き継いだところで、新分野への進出を思案していた。そこでドライエの自動車に将来性を見出したモランとデマレは、ドライエにパリ進出を持ちかけた。ドライエもこれに同意、1898年にドライエ社はパリに移り、ここで自動車生産を行うようになる。
しかしそれからほどなく1901年にエミール・ドライエは経営から退き、1905年にリヴィエラで死去した。以後はモラン一族が1954年のオチキス社との合併まで、ドライエ社の経営に当たることになる。
初期にはモータースポーツにも参戦していたドライエだったが、その活動も1902年を最後に中断した。以後は第一次世界大戦後までトラック生産を主力とする地味なメーカーとして推移した。特徴的な取り組みとして、早くから消防自動車や大型農業機械の製作を行っていたことが挙げられよう。1927年からは中級乗用車の生産を行ったが、さほどの成功を収めなかった。

### 高級車業界へ - トラック用エンジン付豪華車

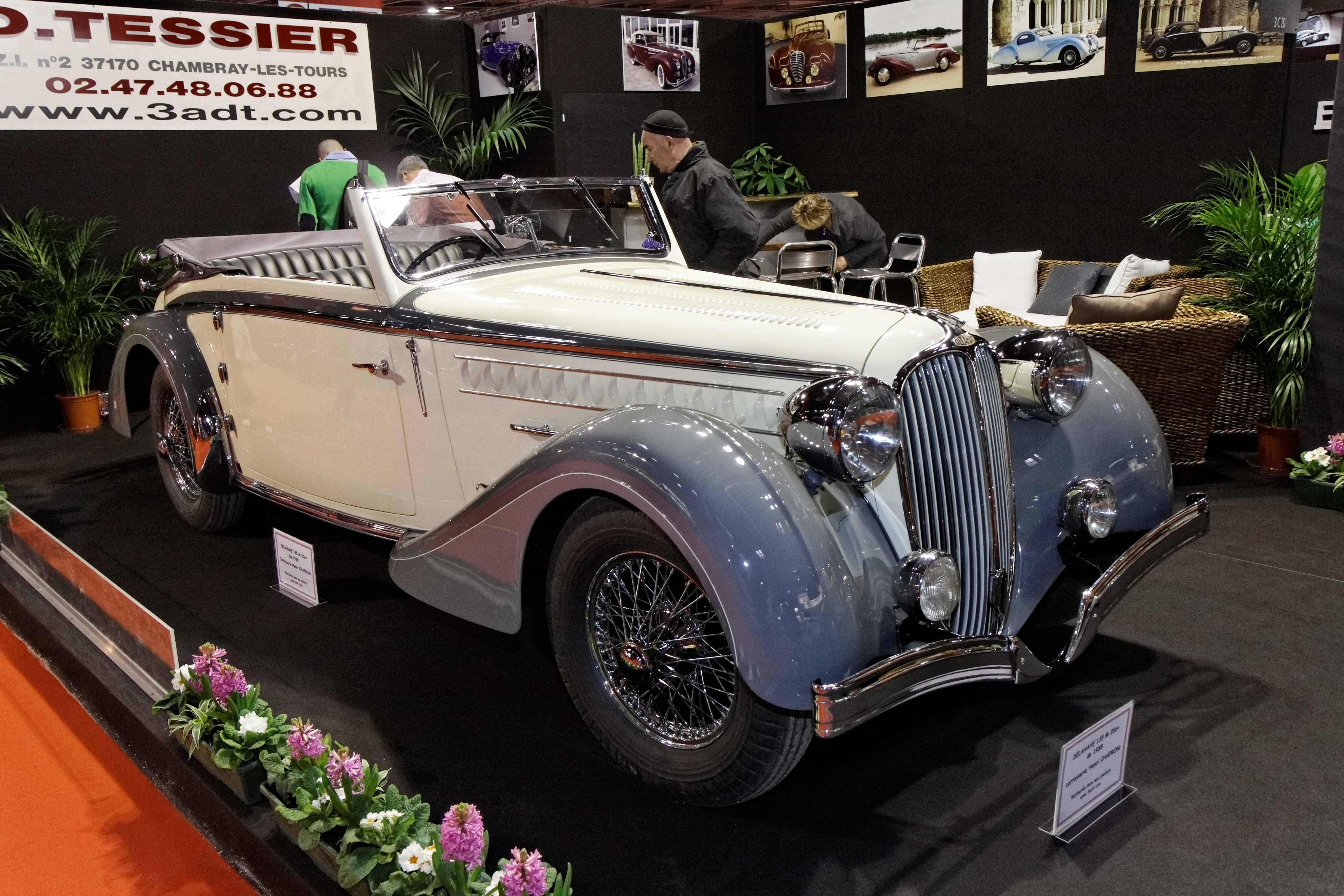
ドライエ・135M（1938年）アンリ・シャプロン製カブリオレ。この比較的穏当なスタイルの個体と比較すると、フラムボワイヤン系ボディの特異性が際立っていることがわかる

長らく実用的な商用車や、消防車などの特装車を主力としてきたドライエだったが、その転機となったのは1932年であった。モラン一族ら経営陣は、不況に対する経営打開策として、高級車・レーシングカーの分野に本格参入することを決意したのである。結果、アメデー・バレ Amédée Varlet、ジャン・フランソワ Jean François らドライエ社のエンジニアたちは、その手腕を遺憾なく発揮することになる。 
パワーユニットに選ばれたスチールブロックの直列式OHVエンジン―4気筒2.15リッターの12CV、6気筒3.2リッターの18CVの2系統であるが―本来、1927年に設計されたタイプ103トラック用のエンジンであった。乗用車とトラックがエンジンを共用した事例自体は歴史的に多々見られるが、量販車種同士の合理化を目的とした共用の範疇であり、高性能高級車と目されるクラスの乗用車・スポーツカーがトラック共通エンジンを用いることはさすがに多くない。しかしこのドライエエンジンはトラック用という出自から信頼性が高く、なおかつ高級車のエンジンとして用いても問題のないだけの十分なスムースさをも兼ね備えた高品質な製品であった。そして1950年代に至るまで、乗用車・トラック兼用エンジンとして第一線で用いられた。
1933年のパリ・サロンで、ジャン・フランソワの手になる新型車「ドライエ・シュペル・リュクス」12CVと18CVとが発表された。例のタフネスなトラックエンジン、クロスメンバーを備えた強固なシャーシに加え、前車軸に横置きリーフスプリング独立懸架を採用、オプションでシンクロメッシュ・ギアボックスも用意されるなど、技術的に当時の最先端を行く斬新なモデルだった。そして同年、モンレリー・サーキットでスピード・トライアルを行い、耐久速度レコード18種を樹立するという高性能ぶりを発揮して、ドライエの冴えなかったイメージをひっくり返した。
1935年、経営不振に陥っていた同じくフランスの高性能車メーカーであるドラージュ（Delage デラージ、デラーグとも）を吸収合併し、更なる発展のステップとすることになる。ドラージュのネームは、ドライエと並行する形で第二次世界大戦まで残された。例のトラックエンジンの応用ぶりは徹底していて、ドラージュ最後のモデルとなった華麗な高性能車「ドラージュD8-120」にも、ドライエのトラック用6気筒に2気筒を追加して直列8気筒とした設計の4.8リッターエンジンが搭載されていたほどである。
1935年に戦後まで長く生産された6気筒車「135」を発表、以後その派生モデルを展開して成功を収めた。135シリーズやドラージュD8、そして同時代のブガッティやタルボ等のフランス製高級車には、フィゴーニ・エ・ファラッシ、アンリ・シャプロン、レトゥノール・エ・マルシャンといった錚々たるカロシェ（車体架装メーカー）が、実用性を度外視し贅を凝らした絢爛豪華な曲面流線型ボディを架装した。1950年代にクライスラーのチーフデザイナー、バージル・エクスナーが「フラムボワイヤン」（火炎様式）という総称で定義したそれらのコーチビルド・ボディは、豪奢な衣装に身を包んだ上流婦人とともに、コンクール・デレガンスにおける花形として君臨したが、いわば第二次世界大戦を目前にした不安な時代の仇花とも言うべき存在であった。

### レース活動

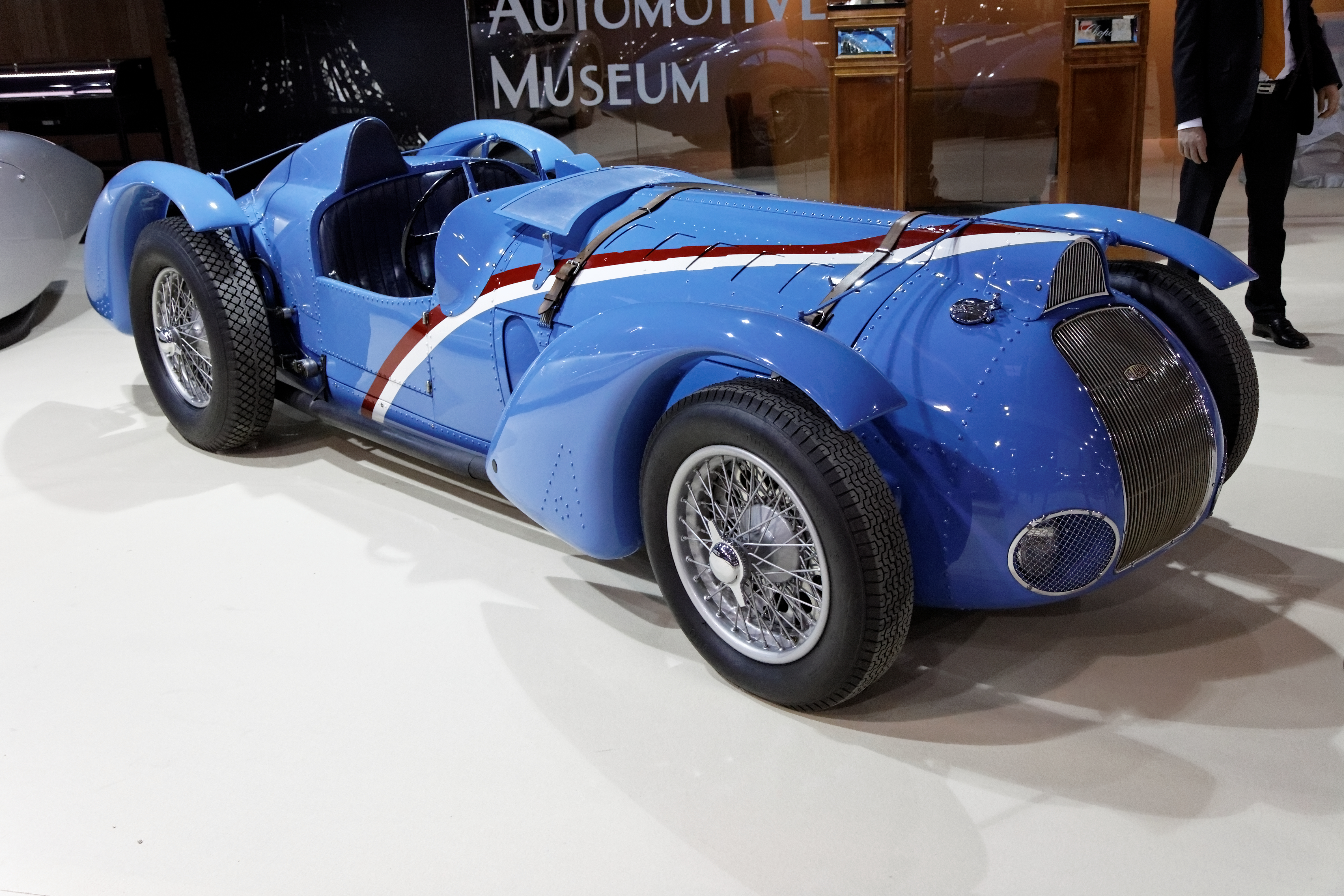
ドライエ・タイプ145（1937年）

この時代の高性能車メーカーの多くと同じく、ドライエもモータースポーツへ再挑戦した。
1930年代中期以降のヨーロッパのグランプリでは、総統アドルフ・ヒトラーの意によるナチス・ドイツ政府の強力な支援を受けたアウトウニオンとメルセデス・ベンツが圧倒的な強さを発揮していた。この恐るべき強敵に対抗して気を吐いていたのが、フランスではブガッティとドライエであった。
ドイツ車対抗車としてドライエが送り出したのが、レース賞金にちなんで「100万フランのドライエ」といわれたV型12気筒4.5リッター238hp、最高速度260km/hの高性能レーサー「145」である。1938年、ルネ・ドレフュス (en: René Dreyfus) (1905-1993) が駆ったドライエ145は、ベルギーのポーで行われたレースで、名ドライバーのルドルフ・カラッツィオラ が操縦するメルセデスを破って優勝した。なお「145」をベースに華麗なロードスターボディを与えた公道用モデル「165」がごく少量製作されている。
またル・マン24時間耐久レースでは、「135」の排気量拡大・強化版である3.6リッターの「135M」「135MS」が活躍を見せた。1937年には2位・3位、そして翌1938年には Eugène Chaboud / Jean Trémoulet 組が優勝している。ただし1938年のレースにはフランスの最強豪であるブガッティが出場しておらず、ドライエ自体レース中のギアボックストラブルでトップギアしか使えなかったのであるが、先頭を大幅リードで独走していた名車アルファロメオ・8C2900に持ち前のタフネスさで追いすがって2位をキープ、アルファロメオが終盤でその精緻なDOHC・8気筒エンジンにトラブルを起こしたことで、トラック上がりの6気筒・OHVエンジンによる「粘り勝ち」を得たのであった。ビッグタイトルこそ多くは得られなかったが、135シリーズは富裕なプライベーターたちによって多くのレースで活躍している。

### 戦後

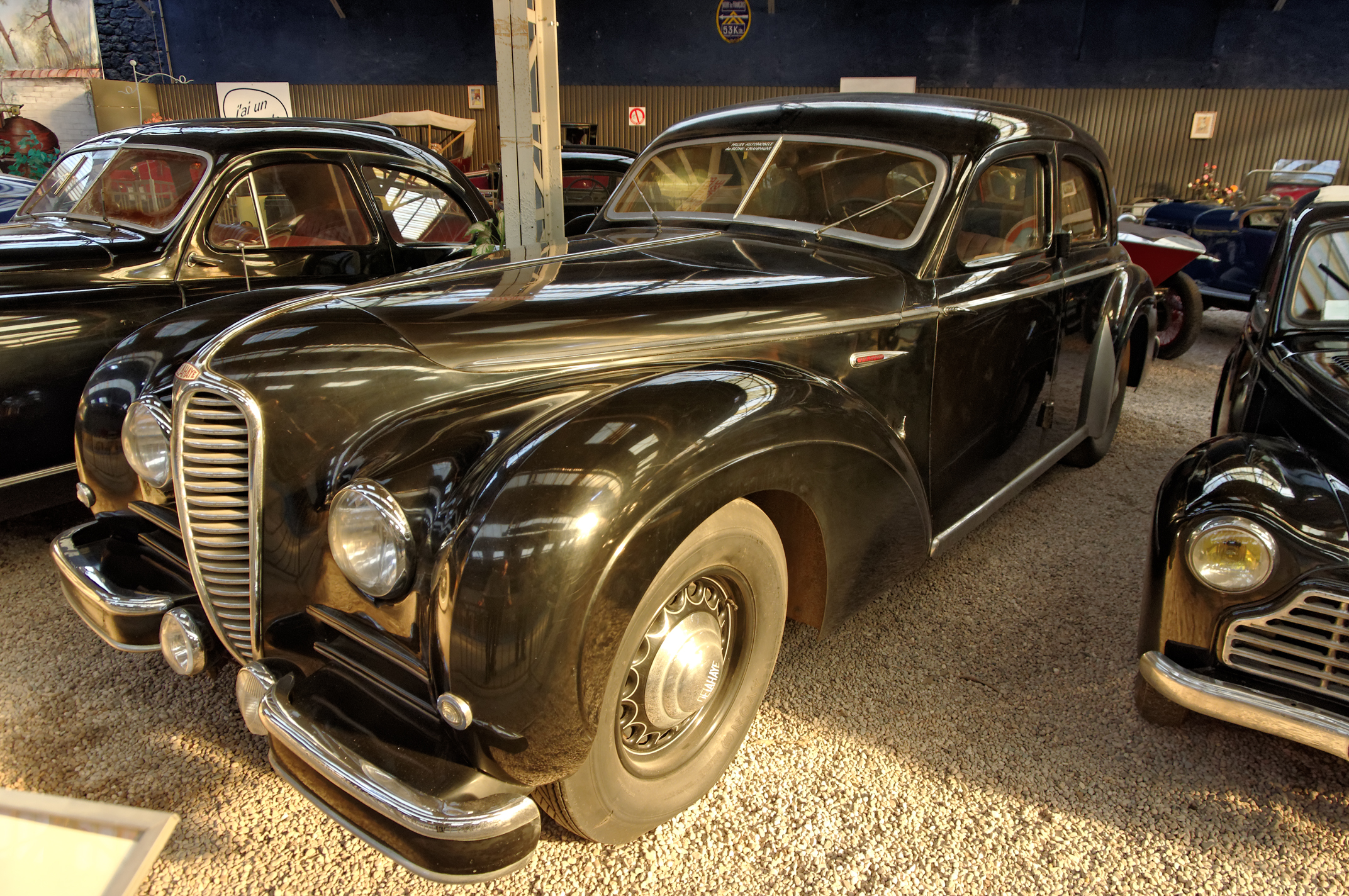
ドライエ・タイプ180（1948年）。175のロングホイールベース版大型セダンであるが、このクラスの市場は戦後縮小していた

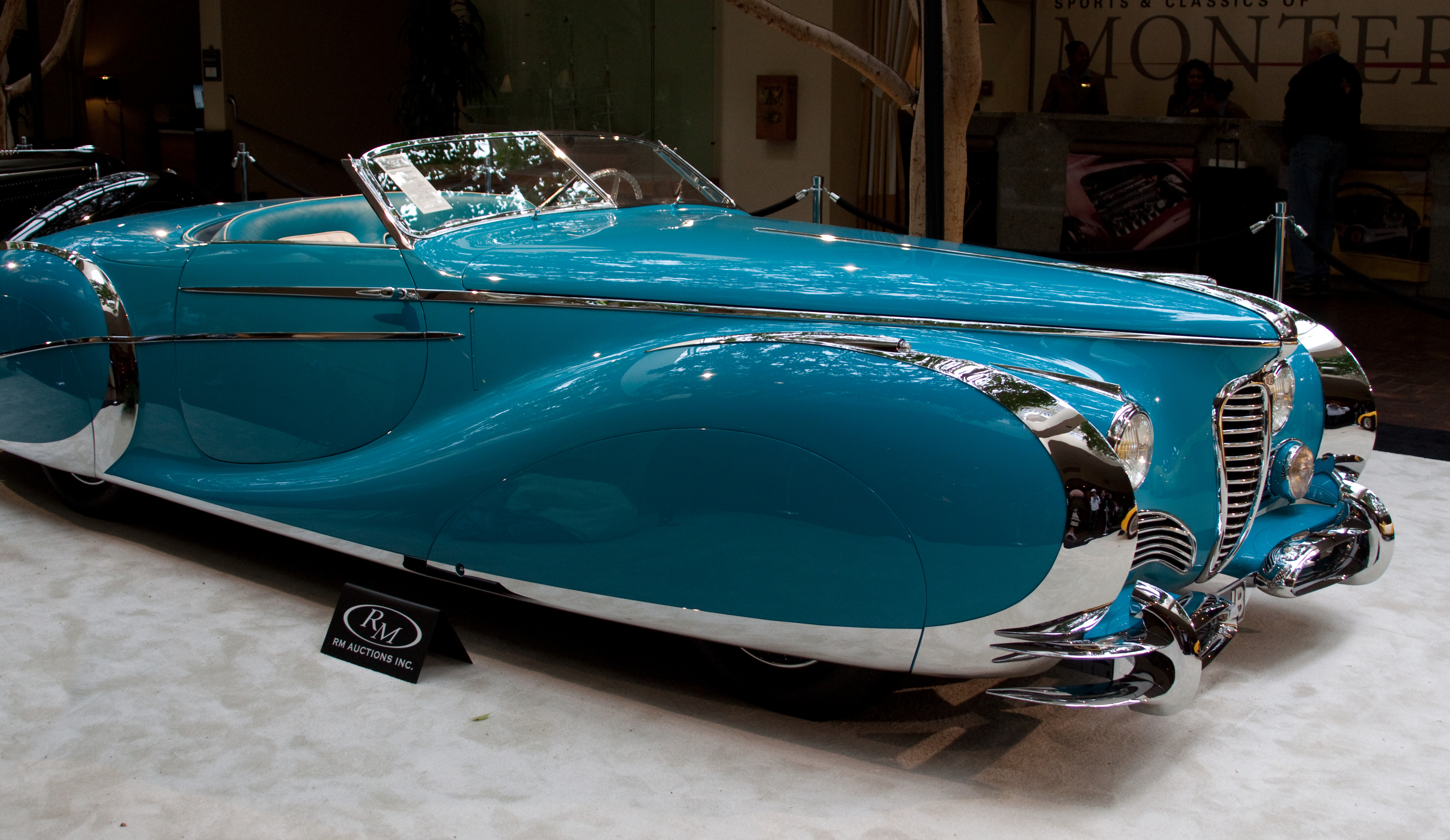
ドライエ・タイプ175　ソーチック製ロードスター（1949年）イギリスの女優ダイアナ・ドースの旧所有車としても知られた著名な個体。極度に過激なスタイルはフラムボワイヤンの最後のあだ花と考えられている

戦中・戦後はトラック生産に集中していたドライエだったが、1948年に「135」の製造を再開し、乗用車分野に復帰した。更に排気量を4.5リッターに拡大した強力車「175」も発売されている。
戦後のドライエには、戦前の「フラムボワイヤン」よりは常識的に抑制されてはいたが、戦後も残存した幾つかのカロシェの手によってモダンなフルワイズボディが架装され、自動クラッチ式のコタル・プリセレクタ・ギアボックスなどの高度な装備と相まって、フランスを代表する高級車としてのステータスを示した。もっともシャーシ周りの進歩は遅れており、ブレーキ系統は油圧でなく、戦前以来の機械式が継続されていた。
しかし、戦前の高級車市場を支えてきた王侯貴族や富豪たちは、第二次世界大戦の影響で多くが没落していた。これに加え、戦後のフランスでは復興のための生産が優先され、高級車・高性能車に対する奢侈税的な高額課税が為されるようになり、課税出力15CVを超えるクラスの自動車は容易に保有できなくなった。このため1940年代末期以降のフランスでは、15CVクラスの代表車である2.9リッターのシトロエン・トラクシオン・アバン 15CV-six （これは本来、高級車というよりはアッパーミドルクラスの実用車なのであるが）が現実的なオーナーカーの上限になり、大排気量で高価なドライエはもはや有力な市場を失ってしまった。油圧ブレーキやデュボネ式前輪独立懸架、後輪へのド・ディオンアクスル導入などアップデートが図られたが、ドライエの乗用車生産は年々低迷した。
ドライエ最後のニューモデルは、軍用として1951年に開発されたジープ・タイプの四輪駆動車であった。業績悪化により、1954年には中堅メーカーのオチキス（Hotchkiss　ホッチキスとも）に合併され、乗用車生産は中止された。
オチキスはその後1年足らずの間、連名の「オチキス・ドライエ」(Hotchkiss-Delahaye)ブランドのトラックを生産したが、ほどなく「ドライエ」の名は外され、これをもってドライエのブランドは自動車業界から消滅した。

## 日本語表記
「ドライエ」は日本では「デラヘイ」という英語風の読み方もあり、このいずれかの表記が一般的であるが、フランス語における実際の発音は「ドゥラエ」に近い。本項では日本においてもっとも一般的な表記である「ドライエ」を用いている。